# Nekrolog 1687
Nekrolog
◄◄
| ◄
| 1683
| 1684
| 1685
| 1686
| 1687 | 1688 | 1689 | 1690 | 1691 | ► | ►►
Weitere Ereignisse | Allgemeiner Nekrolog 1687
Die Beschreibung der verstorbenen Person sollte so kurz wie möglich gehalten sein und nur deren signifikante Tätigkeit(en) enthalten.
Neue Namen ggf. auch unter dem Geburts- und Sterbedatum, also etwa unter 1. Januar und im Geburts- und Sterbejahr (2024) eintragen (nur bei entsprechender großer Wichtigkeit). Für Beispiele siehe die schon vorhandenen Artikel.
Außerdem über die fünf zuletzt Verstorbenen, zu denen es einen ausreichend guten Artikel für eine Präsentation auf der Hauptseite gibt, nach der todesbedingten Überarbeitung der Artikel ggf. auch unter Wikipedia Diskussion:Hauptseite informieren und sie am besten auch in den anderen Wikipedia-Sprachversionen eintragen. Tipp: Regelmäßig bei news.google.de nach „ist tot“, „gestorben“ oder „verstorben“ suchen.
Wenn eine Person gestorben ist, gibt es viele Seiten zu dieser Person in der Wikipedia, die davon auch betroffen sind und entsprechend aktualisiert werden müssen. Beispiele: Namenübersichtsseite, Geburtsjahr, Geburtsort-Seiten und viele mehr.
Wie finde ich die betroffenen Seiten?
Im Suchfeld auf der linken Seite gibt man den Suchbegriff so ein: „Vorname Nachname“. Dann klickt man auf Volltext und alle Seiten mit entsprechendem Suchtext werden aufgerufen. Hier sieht man dann schnell, wo auch das Todesjahr Sinn macht oder sogar ein Teil des Artikels angepasst werden muss. Auch hilft das „Werkzeug“ auf der linken Seite sehr gut, um solche Seiten aufzufinden: „Links auf diese Seite“. Somit ist die Wikipedia wieder aktuell in allen Bereichen! Hinweis: bei Eintragung der Kategorie „Gestorben JAHR“ wird der Missbrauchsfilter 49 ausgelöst, was jedoch nicht schlimm ist. Siehe: Spezial:Missbrauchsfilter/49
Dies ist eine Liste von im Jahr 1687 verstorbenen bekannten Persönlichkeiten. Die Einträge erfolgen innerhalb der einzelnen Daten alphabetisch sortiert. Tiere sind im Nekrolog für Tiere zu finden.

## Januar
| Tag        | Name                           | Beruf, bekannt als                                               | Alter | Beleg |
| ---------- | ------------------------------ | ---------------------------------------------------------------- | ----- | ----- |
| 2. Januar  | Alexander de Campo             | indischer Geistlicher, Bischof und Apostolischer Vikar in Indien |       |       |
| 13. Januar | Jean Claude                    | reformierter Theologe                                            |       |       |
| 14. Januar | Othmar Appenzeller             | Schweizer Bürgermeister                                          | 76    |       |
| 14. Januar | Nicolaus Mercator              | deutscher Mathematiker                                           |       |       |
| 14. Januar | Lorenzo Raggi                  | italienischer Kardinal                                           |       |       |
| 18. Januar | François Collignon             | französischer Zeichner, Radierer, Kupferstecher und Verleger     | 76    |       |
| 28. Januar | Johannes Hevelius              | Astronom                                                         | 76    |       |
| 30. Januar | François-Annibal II. d’Estrées | französischer Diplomat                                           |       |       |

## Februar
| Tag         | Name                                   | Beruf, bekannt als                                              | Alter | Beleg |
| ----------- | -------------------------------------- | --------------------------------------------------------------- | ----- | ----- |
| 4. Februar  | François de Créquy, marquis de Marines | französischer General, Marschall von Frankreich                 |       |       |
| 13. Februar | Charles III. de Créquy                 | französischer General und Diplomat                              |       |       |
| 15. Februar | Matthäus Merian der Jüngere            | Maler, Kupferstecher und Verleger                               | 65    |       |
| 15. Februar | Marie Elisabeth von Sachsen-Coburg     | Herzogin von Sachsen-Eisenach und Sachsen-Coburg-Gotha          | 49    |       |
| 21. Februar | Georg Andreas Böckler                  | deutscher Architekt, Erfinder und Autor                         |       |       |
| 22. Februar | Francesco Lana Terzi                   | Jesuit und Erfinder eines Luftschiffes und einer Blindenschrift | 55    |       |

## März
| Tag      | Name                                       | Beruf, bekannt als                                | Alter | Beleg |
| -------- | ------------------------------------------ | ------------------------------------------------- | ----- | ----- |
| 1. März  | Christoph Junge                            | deutscher Orgelbauer                              |       |       |
| 4. März  | Gallus Alt                                 | Fürstabt von St. Gallen                           | 76    |       |
| 5. März  | Christoph II. Batthyány                    | ungarischer Feldherr, Magnat und Grundherr        | 49/50 |       |
| 11. März | Angelo Michele Colonna                     | italienischer Maler                               | 82    |       |
| 19. März | Robert Cavelier de La Salle                | französischer Entdecker                           | 43    |       |
| 20. März | Magdalena Sibylle von Brandenburg-Bayreuth | Ehefrau von Kurfürst Johann Georg II. von Sachsen | 74    |       |
| 20. März | Samuel Parker                              | englischer Theologe und Bischof von Oxford        | 46    |       |
| 22. März | Jean-Baptiste Lully                        | italienisch-französischer Komponist               | 54    |       |
| 28. März | Constantijn Huygens                        | niederländischer Dichter                          | 90    |       |

## April
| Tag       | Name                                   | Beruf, bekannt als                                                    | Alter | Beleg |
| --------- | -------------------------------------- | --------------------------------------------------------------------- | ----- | ----- |
| 3. April  | Konrad Balthasar von Starhemberg       | Statthalter von Niederösterreich                                      |       |       |
| 5. April  | Josua Arnd                             | deutscher evangelischer Theologe, Historiker und Kirchenlieddichter   | 60    |       |
| 7. April  | Ludwig von Brandenburg                 | Markgraf von Brandenburg                                              | 20    |       |
| 11. April | Georg von Dassel                       | deutscher Politiker                                                   | 58    |       |
| 17. April | George Villiers, 2. Duke of Buckingham | englischer Diplomat                                                   | 59    |       |
| 17. April | Sebastian Wirdig                       | deutscher Mediziner, Hochschullehrer                                  |       |       |
| 23. April | Ferdinand Albrecht I.                  | Herzog von Braunschweig-Wolfenbüttel-Bevern                           | 50    |       |
| 25. April | János Kájoni                           | rumänischer Komponist und Franziskaner                                | 58    |       |
| 27. April | Vicente Mut y Armengol                 | spanischer Astronom, Ingenieur, Historiker, Mathematiker und Offizier | 72    |       |
| 30. April | Ernst Gottlieb von Börstel             | kurbrandenburger Kriegsrat, Gouverneur von Magdeburg                  | 57    |       |

## Mai
| Tag     | Name                      | Beruf, bekannt als                            | Alter | Beleg |
| ------- | ------------------------- | --------------------------------------------- | ----- | ----- |
| 2. Mai  | Matthias Schgier          | Churer Domherr                                |       |       |
| 3. Mai  | Max Gandolf von Kuenburg  | Erzbischof von Salzburg                       | 64    |       |
| 11. Mai | Andrea Alovisii           | italienischer Maler                           |       |       |
| 11. Mai | François Faure            | französischer Bischof                         | 74    |       |
| 18. Mai | Claude de Vin des Œillets | Mätresse des französischen Königs Ludwig XIV. |       |       |
| 24. Mai | Otto von Grote            | Mitglied der Fruchtbringenden Gesellschaft    | 66    |       |
| 26. Mai | Hans Joachim Haltmeyer    | Schweizer Apotheker und Bürgermeister         | 72    |       |
| 27. Mai | Hermann Scheller          | deutscher Bildhauer und Baumeister            |       |       |

## Juni
| Tag      | Name                      | Beruf, bekannt als                             | Alter | Beleg |
| -------- | ------------------------- | ---------------------------------------------- | ----- | ----- |
| 9. Juni  | Gabriel Manalt i Domènech | katalanischer Organist, Komponist und Priester | 29    |       |
| 10. Juni | Ferdinand Maximilian      | Domherr und Graf von Rietberg                  | 34    |       |

## Juli
| Tag      | Name                      | Beruf, bekannt als                            | Alter | Beleg |
| -------- | ------------------------- | --------------------------------------------- | ----- | ----- |
| 8. Juli  | Johann Franz von Preysing | Bischof von Chiemsee                          | 72    |       |
| 16. Juli | Johannes Walter Sluse     | Kardinaldiakon der katholischen Kirche        | 59    |       |
| 19. Juli | Laura Martinozzi          | durch Heirat Herzogin und Regentin von Modena | 52    |       |
| Juli     | Robert Venables           | englischer Militär                            |       |       |

## August
| Tag        | Name                                          | Beruf, bekannt als                                                                  | Alter | Beleg |
| ---------- | --------------------------------------------- | ----------------------------------------------------------------------------------- | ----- | ----- |
| 9. August  | Niccolò Albergati-Ludovisi                    | italienischer Kardinal der Römischen Kirche und Erzbischof von Bologna              | 78    |       |
| 14. August | Abraham Drach                                 | Kaufmann und Bankier sowie zwölf Jahre Vorsteher der Frankfurter jüdischen Gemeinde |       |       |
| 17. August | Adam Tribbechov                               | deutscher evangelischer Theologe und Historiker                                     | 46    |       |
| 19. August | Johann Frischmuth                             | deutscher Orientalist                                                               | 68    |       |
| 21. August | Johann Ludwig II. von Sulz                    | Landgraf im Klettgau, Hofrichter am Hofgericht in Rottweil                          | 60    |       |
| 26. August | Johann Christoph Adelmann von Adelmannsfelden | Propst der Fürstpropstei Ellwangen                                                  | 47    |       |

## September
| Tag           | Name                          | Beruf, bekannt als                                                               | Alter | Beleg |
| ------------- | ----------------------------- | -------------------------------------------------------------------------------- | ----- | ----- |
| 1. September  | Henry More                    | englischer Philosoph (Cambridger Platoniker)                                     | 72    |       |
| 1. September  | Wilhelm Schorigus der Jüngere | deutscher Bildhauer                                                              |       |       |
| 10. September | David Clodius                 | deutscher Orientalist und evangelischer Theologe                                 | 43    |       |
| 19. September | Johannes Colberg              | deutscher lutherischer Theologe                                                  | 64    |       |
| 19. September | Magdalena Hedwig Röder        | deutsche Malerin                                                                 |       |       |
| 28. September | Francesco della Torre         | italienisch-österreichisch-böhmischer königlicher Hofsteinmetzmeister des Barock |       |       |
| 28. September | François Turrettini           | Schweizer reformierter Theologe                                                  | 63    |       |

## Oktober
| Tag         | Name                                            | Beruf, bekannt als                                                                                    | Alter | Beleg |
| ----------- | ----------------------------------------------- | --- | ----- | ----- |
| 9. Oktober  | Georg Balthasar Metzger                         | deutscher Mediziner und Naturwissenschaftler, Mitbegründer der Academia Naturae Curiosorum            | 64    |       |
| 12. Oktober | Giovanni Battista Granata                       | italienischer Gitarrist und Komponist                                                                 |       |       |
| 13. Oktober | Geminiano Montanari                             | italienischer Astronom                                                                                | 54    |       |
| 17. Oktober | Frederick Coyett                                | Gouverneur der Niederländischen Ostindien-Kompanie auf Formosa (Taiwa)                                |       |       |
| 18. Oktober | Pietro Liberi                                   | italienischer Barockmaler                                                                             |       |       |
| 19. Oktober | Giulio Bartolocci                               | Zisterzienser und hebräischer Gelehrter                                                               | 74    |       |
| 21. Oktober | Edmund Waller                                   | englischer Dichter und Politiker                                                                      | 81    |       |
| 23. Oktober | Hans Dietrich Marschall von Bieberstein         | sachsen-weißenfelsischer Kammerrat, Rittergutsbesitzer in Artern, Ritteburg und Ober- und Unterschmon | 44    |       |
| 24. Oktober | Marie Euphrosine von Pfalz-Zweibrücken-Kleeburg | Gräfin De la Gardie                                                                                   | 62    |       |
| 25. Oktober | Diedrich Moller                                 | deutscher Jurist, Ratsherr und Bürgermeister von Hamburg                                              | 65    |       |
| 25. Oktober | Cyprian Regner                                  | niederländischer Jurist                                                                               |       |       |
| 27. Oktober | René Rapin                                      | Jesuitenpater                                                                                         |       |       |

## November
| Tag          | Name                    | Beruf, bekannt als                                                       | Alter | Beleg |
| ------------ | ----------------------- | ------------------------------------------------------------------------ | ----- | ----- |
| 11. November | David Schedlich         | deutscher Komponist                                                      |       |       |
| 14. November | Nell Gwyn               | englische Schauspielerin und Mätresse des englischen Königs Karl II.     | 37    |       |
| 16. November | Gaspar de Haro y Guzmán | spanischer Adliger, Politiker und Kunstsammler                           |       |       |
| 18. November | Anton Janson            | Stempelschneider und Schriftgießer                                       | 67    |       |
| 25. November | Rajasingha II.          | dritter König der Dinajaradynastie des singhalesischen Königreichs Kandy |       |       |

## Dezember
| Tag          | Name              | Beruf, bekannt als                                           | Alter | Beleg |
| ------------ | ----------------- | ------------------------------------------------------------ | ----- | ----- |
| 5. Dezember  | Ercole Bernabei   | italienischer Organist und Komponist                         |       |       |
| 14. Dezember | Abundantia Reding | Schweizer Äbtissin und Paramentenstickerin                   | 75    |       |
| 15. Dezember | Christian Daum    | deutscher Philologe und Historiker                           | 75    |       |
| 16. Dezember | William Petty     | britischer Ökonom, Wissenschaftler Statistiker und Philosoph | 64    |       |
| 30. Dezember | Bernhard Schultze | deutscher Rechtswissenschaftler und Kameralist               | 65    |       |

## Datum unbekannt
| Tag | Name                            | Beruf, bekannt als                                                      | Alter | Beleg |
| --- | ------------------------------- | ----------------------------------------------------------------------- | ----- | ----- |
|     | Wilhelm Breekvelt               | deutscher Maler und Zeichner                                            |       |       |
|     | Dietrich Sigismund von Buch     | Kammerjunker des Kurfürsten von Brandenburg                             |       |       |
|     | David de Coninck                | niederländischer Maler                                                  |       |       |
|     | Jean-Baptiste Du Tertre         | Missionar und Botaniker                                                 |       |       |
|     | Christoph Hartknoch             | preußischer Historiker und Kartograf                                    |       |       |
|     | George Hay, 5. Earl of Kinnoull | schottischer Adliger und Militär                                        |       |       |
|     | Abraham ben Joschijahu          | jüdischer Arzt und karäischer Mystiker                                  |       |       |
|     | Johann Christian Keck           | deutscher Dichter, markgräflich baden-durlachischer Hof- und Kirchenrat |       |       |
|     | Johann Koch                     | Bürgermeister der Stadt Brilon                                          |       |       |
|     | Isaak Orobio de Castro          | Arzt, Philosoph und Schriftsteller                                      |       |       |
|     | Pierre Petit                    | französischer Dichter und Arzt                                          |       |       |
|     | Michael Radau                   | deutscher Theologe                                                      |       |       |
|     | Thomas Strutius                 | Danziger Organist und Komponist                                         |       |       |
|     | Giovanni Travaglia              | italienischer Bildhauer und Architekt des Barock                        |       |       |
|     | Cornelis van Vlooswyck          | Bürgermeister von Amsterdam                                             |       |       |